# Normale Familie
In der Mathematik sind normale Familien vor allem in der Funktionentheorie und der komplexen Dynamik von Bedeutung.

## Allgemeine Definition
Seien {\displaystyle X} und {\displaystyle Y} vollständige metrische Räume. Eine Menge {\displaystyle F} stetiger Funktionen
{\displaystyle f\colon X\to Y}
ist eine normale Familie, wenn jede Folge in {\displaystyle F} eine kompakt konvergente Teilfolge mit (dann automatisch stetiger) Grenzfunktion {\displaystyle f_{\infty }} enthält.
Es hat also jede Folge {\displaystyle (f_{n})_{n}} in {\displaystyle F} eine Teilfolge {\displaystyle (f_{n_{k}})_{k}} mit 
{\displaystyle \lim _{k\to \infty }\sup _{x\in K}d_{Y}(f_{n_{k}}(x),f_{\infty }(x))=0}
für alle kompakten Teilmengen {\displaystyle K\subset X}.

## Normale Familien in der Funktionentheorie
In der Funktionentheorie wählt man im Allgemeinen als Definitionsbereich {\displaystyle X} ein Gebiet in {\displaystyle \mathbb {C} } und als Zielraum {\displaystyle Y} die Riemannsche Zahlenkugel, versehen mit der chordalen Metrik.
Aus dem Weierstraßschen Konvergenzsatz folgt, dass der Grenzwert einer kompakt konvergenten Folge holomorpher Funktionen wieder holomorph oder konstant gleich {\displaystyle \infty } ist. 
Der kleine Satz von Montel besagt, dass eine lokal gleichmäßig beschränkte Familie holomorpher Funktionen normal ist. Nach dem großen Satz von Montel ist eine Familie holomorpher Funktionen normal, wenn es {\displaystyle a,b\in \mathbb {C} } mit {\displaystyle a\neq b} gibt, so dass keine Funktion der Familie einen der Werte {\displaystyle a} oder {\displaystyle b} annimmt.